# Piotr Chomczyński
Piotr Chomczyński (ur. 6 listopada 1942 w Warszawie) – polski biochemik, przedsiębiorca i kolekcjoner malarstwa.

## Życiorys
Absolwent biochemii na Uniwersytecie Warszawskim (1966), doktorat w Instytucie Biochemii i Biofizyki PAN w Warszawie w 1971, habilitacja w 1978 r. Asystent na UW, następnie adiunkt w Instytut Genetyki i Hodowli Zwierząt PAN w Jastrzębcu i na SGGW.
W 1983 r. wyjechał do USA, gdzie został profesorem wizytującym w National Institutes of Health (NIH) w Bethesdzie (Maryland), a następnie dziekanem na Uniwersytecie w Cincinnati. Jest właścicielem i prezesem Molecular Research Center, firmy, którą założył w Cincinnati, niedaleko którego mieszka. Dobrze znany w polonijnym środowisku Ameryki, nagrodzony licznymi nagrodami.
Wraz z Nicolettą Sacchi opracował metodę izolacji RNA poprzez ekstrakcję ze stężonego roztworu, laboratoryjnie szybką i powszechnie stosowaną w molekularnej genetyce i biologii. Publikacja pt. Single-step method of RNA isolation by acid guanidinium thiocyanate phenol chloroform extraction opisująca tę metodę była według analizy z 2003 r. najczęściej cytowaną pracą naukową w dziedzinie nauk biologii i biochemii (do sierpnia 2019 r. była cytowana ponad 64 tys. razy).
W 2004 wraz z Piotrem Barełkowskim założył stację TV Biznes. Współzałożyciel firmy Cinna – Produkty Zdrowia produkującej w Pobiedziskach soki z dodatkiem pasty likopenowej.
Posiada kolekcję obrazów polskich artystów, takich jak Wincenty Wodzinowski, Stanisław Wyspiański, Henryk Siemiradzki, Alfred Wierusz-Kowalski, Czesław Wasilewski, Tamara Łempicka, Wojciech Gerson, Aleksander Orłowski, Józef Brandt, Piotr Michałowski, Artur Grottger, Otto Axer, Michał Gorstkin-Wywiórski, Józef Chełmoński, Ferdynand Ruszczyc, Tadeusz Rybkowski, Witkacy, Jan Stanisławski, Władysław Bakałowicz, Jan Chełmiński, Aleksander Gierymski, Kossak, Cybisa, Beksińskiego, Dudy-Gracza, Olbińskiego.

## Wybrane publikacje
Publikacje cytowane w Web of Science ponad 500 razy (sierpień 2019 r.):
- P. Chomczynski, N. Sacchi, Single-step method of RNA isolation by acid guanidinium thiocyanate-phenol-chloroform extraction, „Analytical Biochemistry”, 162 (1), 1987, s. 156–159, DOI: 10.1016/0003-2697(87)90021-2, PMID: 2440339 (ang.).
- P. Chomczynski, One-hour downward alkaline capillary transfer for blotting of DNA and RNA, „Analytical Biochemistry”, 201 (1), 1992, s. 134–139, DOI: 10.1016/0003-2697(92)90185-a, PMID: 1621951 (ang.).
- P. Chomczynski, A reagent for the single-step simultaneous isolation of RNA, DNA and proteins from cell and tissue samples, „BioTechniques”, 15 (3), 1993, s. 532–534, 536–537, PMID: 7692896 (ang.).
- Piotr Chomczynski, Nicoletta Sacchi, The single-step method of RNA isolation by acid guanidinium thiocyanate-phenol-chloroform extraction: twenty-something years on, „Nature Protocols”, 1 (2), 2006, s. 581–585, DOI: 10.1038/nprot.2006.83, PMID: 17406285 (ang.).